# Фаланга (строй)

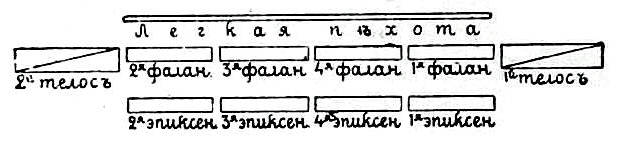
Греческий боевой порядок — «линии фаланг».
Рисунок из статьи «История военного искусства»
(«Военная энциклопедия Сытина»; 1913 год)

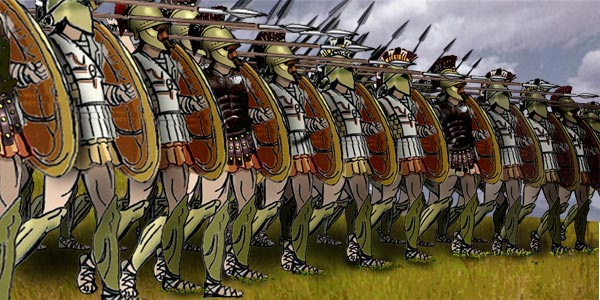
Греческая фаланга.

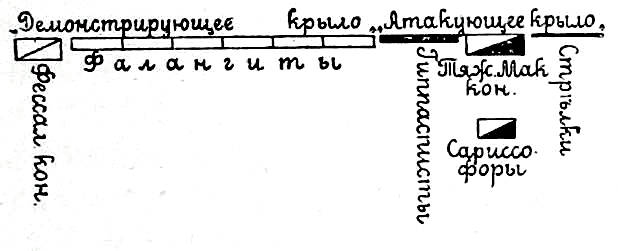
Фалангиты в Македонском боевом порядке.
Рисунок из статьи «История военного искусства»
(«Военная энциклопедия Сытина»; 1913 год)

Фаланга (др.-греч. φάλαγξ) — боевой порядок (строй) пехоты в Греции, Древней Македонии, а также ряде других древних государств, в том числе, Карфагене.
Военнослужащие, в Древней Греции, составлявшие строй «Фаланга» назывались Гопли́ты, а в македонском войске — Фалангитами (Φαλαγγῖται) и это были свободные, но не благородные македоняне. 

## Описание
Строй представляет собой плотное построение воинов в несколько шеренг. Упоминание фаланги встречается также в отношении некоторых варварских царств и племён античности (в разной степени её использовали галлы и белги, возможно германские племена), что говорит об универсальности идеи данного строя (зачастую античные греческие и римские авторы описывали словом «фаланга» любое организованное скопление войск противника, где наблюдалось образование шеренг, необязательно осознанное). Непосредственно в бою принимали участие только первые шеренги (в зависимости от длины используемых копий). Задние ряды служили в качестве резерва для немедленной замены раненых и убитых, а также оказывали на воинов из передних рядов физическое и моральное давление, удерживая их от отступления. Если бы не это, было бы выгодно удлинить фронт, чтобы охватить фланги противника, При этом более глубокая фаланга могла прорвать слабый центр соперника, не имеющий существенного резерва. Следовательно, в основе фаланги лежит два противоположных принципа: глубина строя, придающая мощь натиску, и ширина фронта, дающая возможность охвата. Решение о глубине построения военачальник принимал в зависимости от численности войск и характера местности. Глубина в 8 человек является, по-видимому, нормой, но также встречаются упоминания о фаланге глубиной в 12 и даже в 25 человек: в битве при Селласии Антигон Досон успешно применил фалангу с удвоенной глубиной строя. По мнению Страбона: 
Любая варварская народность и толпа легковооружённых людей бессильна перед правильно выстроенной и хорошо вооружённой фалангой.
 Пехотинец, сражавшийся в строю фаланги, назывался фалангит.
В ходе движения происходил постепенный сдвиг строя вправо из-за естественной тенденции фаланги постепенно смещаться в сторону, не прикрытую щитами.

## История

Эномотия

В значении тесно сомкнутой боевой линии слово фаланга встречается уже в Илиаде (VI, 6; XI, 90; XIX, 158).
Впервые фалангу использовали аргосцы под командованием царя Фидона, разбившие спартанцев в 669 г. до н. э. при Гисиях.
Фаланги составлялись по народам, племенам, родам или семействам, распределение же воинов вглубь определялось их храбростью и силой. В историческую эпоху фаланга как форма построения войска в сражении встречается во всех греческих государствах до позднейшего времени; существенными её признаками служили плотное построение рядов и длинные копья. Строго выдержанный тип фаланги существовал у дорийцев, особенно у спартанцев, у которых вся сила войска заключалась в тяжеловооружённой пехоте (гоплитах); войско делилось на моры, лохи, пентекости и эномотии, но выстраивалось в битве фалангой (др.-греч. έπί φάλαγγος), состоявшей из различного числа рядов.
Так, в битве при Мантинее фаланга спартанцев была глубиной в 8 человек, причём фронт каждой эномотии состоял из четырёх человек; в битве при Левктрах глубина фаланги составляла 12 человек, а ударный отряд, прорвавший порядки спартанцев, был выстроен даже глубиной в 50 рядов. Если войско, выстроенное колоннами (др.-греч. έπί κέρως), должно было построиться фалангой, движение начиналось с задней эномотии, которая выдвигалась в направлении налево и выравнивалась в линию с предшествующей эномотией. Затем эти две эномотии выступали движением налево до уровня со следующей эномотией и так далее, пока все эномотии не выстраивались в одну линию и не образовывали фаланги. То же передвижение, только в обратном порядке, производилось, если надо было удвоить ряды.
Впервые фалангу усовершенствовал фиванский стратег Эпаминонд. При сражении в фаланге боец стремится поразить противника напротив и справа от себя (так как оружие держится в правой руке). Уклон вправо возникает ещё и потому, что каждый пехотинец стремится прикрыться дополнительно щитом соседа, поэтому часто левый фланг фаланги оказывался разгромлен, причём у обоих противников. Дальше оба победивших фланга сходились снова, зачастую уже с перевёрнутым фронтом. Эпаминод использовал это естественное устремление бойцов, тем, что свой левый фланг он строил на большую глубину, чем правый, и выдвигал его немного вперёд. Таким образом, его пехотинцы наступали на противника как бы под углом (косая фаланга). Он же сумел задействовать в бою дополнительные ряды фаланги, увеличив тем самым её силу на 30-60 % при том же числе воинов. В обычной фаланге непосредственно в схватке могли участвовать только первые три ряда — первый, наносящий удары на высоте бедра, второй — на уровне груди, и третий — на уровне плеча. Фаланга Эпаминонда же могла задействовать четвёртый, а при хорошей выучке — даже и пятый ряд за счёт того, что воины этих рядов держали копья с левой стороны тела (также на различных уровнях по высоте), так что они действовали в разных плоскостях и не мешали друг другу. Сами копья должны были быть существенно длиннее, чем у первых двух рядов.
Построение фаланги было усовершенствовано Филиппом II Македонским (долгое время прожившим заложником в Фивах и, видимо, хорошо знавшим об идеях Эпаминонда), который выстраивал войско по 8—16 человек в глубину. При фаланге, состоявшей из 8 рядов, копья (сариссы) имели в длину около 5,5—6 метров (18 футов); копья переднего ряда выставлялись на 4—4,5 метра (14 футов) перед линией войска, копья заднего ряда доходили до уровня этой линии. При более глубоком построении и при уменьшении длины сариссы до 4,2 метра (14 футов) только первые пять рядов выставляли копья наружу вперёд; остальные воины держали их вкось над плечами своих передних товарищей. Преимуществом этого построения было то, что фаланга представляла непроницаемую массу в случае производившейся на неё атаки и, с другой стороны, тяжело обрушивалась на неприятеля при наступлении; недостаток же заключался в том, что фаланга была малоподвижна, не могла переменить фронт перед лицом неприятеля и была непригодна для рукопашных схваток.
Во времена диадохов качество уступило место количеству, что привело к сокрушительному поражению в битве при Киноскефалах в 197 году до н. э. от римских легионов в ходе Второй македонской войны.
У римлян построение фалангой практиковалось до введения манипулярного построения Марком Фурием Камиллом, а также при императорах в войнах с варварскими племенами.
Выделяют два основных типа фаланги:
- Классическая — в одной руке большой круглый щит (гоплон), в другой копьё. Основу классической фаланги составляли гоплиты.

Сплочённые и тесные шеренги воинов (от 8 до 25 рядов). Основную тяжесть сражения воспринимали на себя два первых ряда, остальные заменяли павших и раненных, а так же обеспечивали усиления натиска либо помогали удерживать позицию. Недостатком было отсутствие манёвренности и незащищённость сзади и с боков. Поэтому их прикрывали пелтасты и воины с пращами.
- Македонская (эллинистическая) — длинное копьё (сариссу) из-за тяжести удерживают двумя руками, маленький щит закреплён на локте ремнём. Основу македонской фаланги составляли сариссофоры.

«Конная фаланга» — иногда встречающееся (не являющееся научным, конные воины с копьями 1,5—2 метра облачённые в бронзовые доспехи), описательное название строя гетайров времён Александра Македонского и его отца Филиппа.